# Lars Iver Strand
Lars Iver Strand (* 7. Mai 1983 in Lakselv) ist ein ehemaliger norwegischer Fußballspieler.

## Vereinskarriere

### Karrierestart bei Posanger FK
Strand begann seine Karriere in der Jugend seines Heimatvereins Porsanger FK (nach Fusion mit Lakselv IL seit 2005 Porsanger IL). Als größtes Talent des Vereins debütierte er bereits im Alter von 15 Jahren in der A-Mannschaft des Vereins in der norwegischen dritten Liga. Gleich in seiner ersten Spielzeit wurde er bester Torschütze seines Vereins.

### Durchbruch bei Tromsø IL
Sein Talent blieb den großen norwegischen Vereinen nicht verborgen und so unterschrieb er im Jahr 2001 seinen ersten Profivertrag bei Tromsø IL. In seinem ersten Jahr kam er lediglich zu 2 Saisoneinsätzen und musste mit dem Verein gleich in die Adeccoligaen absteigen. Nach dem Abstieg setzte der Verein vermehrt auf seine eigenen Talente und Strand erhielt einen Stammplatz. Gemeinsam mit dem damals ebenfalls gerade aufstrebenden Talent Morten Gamst Pedersen, bildete er daraufhin ein äußerst torgefährliches Offensivgespann, dessen Zusammenspiel kaum auszurechnen war. Am Ende der Saison feierte er mit dem Verein den souveränen Titelgewinn in der Adeccoligaen und den damit verbundenen sofortigen Wiederaufstieg.
Nach dem Aufstieg schaffte man in der Folgesaison als Tabellenelfter nur knapp den Klassenerhalt, ehe man in der Saison 2004 lange um den Titel in der Tippeligaen mitspielte und am Ende den 4. Tabellenendrang belegte. Über die Jahre hatten sich Pedersen und Strand von Talenten zu gestandenen Spielern entwickelt, die das Interesse verschiedener Vereine, auch über die Grenzen von Norwegen, weckte. Während Pedersen zur Saison 2005/06 zu den Blackburn Rovers in die Premier League wechselte, hielt Strand seinem Verein jedoch vorerst noch die Treue.
Der Verkauf von Pedersen hatte jedoch eine qualitative Lücke in der Mannschaft hinterlassen, die man nicht mehr kompensieren konnte. Für Strand wog der Verlust besonders schwer, da er nicht nur seinen kongenialen Partner, sondern auch noch seinen besten Freund verloren hatte. 2005 avancierte er zwar zum Nationalspieler Norwegens, dümpelte jedoch in Folge bis 2008 mit Tromsø im Mittelfeld der Liga herum.

### Stagnation bei Vålerenga
In Folge wechselte er aufgrund fehlender Perspektive liga-intern zum hochambitionierten Vålerenga Fotball nach Oslo. In Norwegen erwartete man sich in Folge eine ähnliche Entwicklung wie bei Pedersen, der nach seinem Wechsel noch stärker wurde. Doch die Saison verlief für den Spieler ernüchternd. Strand konnte sich nur schwer an das neue System von Spieler-Trainer Martin Andresen integrieren und büßte seine Torgefährlichkeit fast komplett ein. Nach einigen unterdurchschnittlichen Leistungen fand er sich immer öfter auch auf der Ersatzbank wieder. Am Ende der Saison hatte er 19 Saisonspiele ohne Torerfolg absolviert. Zu wenig für Vålerenga, die ihn als torgefährlichen Mittelfeldspieler verpflichtet hatten. Einziger Höhepunkt war der Gewinn des norwegischen Cup-Bewerbs, der jedoch nicht über den enttäuschenden Saisonverlauf von Strand hinwegtäuschen konnte.

### Auf Leihbasis zurück in  Tromsø
2009 wurde er daraufhin für ein Jahr an seine alte Wirkungsstätte Tromsø IL verliehen. Bei seinem alten Verein fand er sich auf Anhieb wieder zurecht und konnte seine Leistungen stabilisieren. Unter anderem gelangen ihm zwei Tore gegen Lillestrøm SK und seinem eigentlichen Arbeitgeber Vålerenga. Am Ende der Spielzeit belegte er mit dem Verein den 6. Tabellenendrang. Strand steuerte 4 Tore in 26 Ligaspielen dazu bei.

### Strömsgodset IF
Am 28. Dezember 2011 unterschrieb Strand einen Vertrag bei Strømsgodset IF bis zum 31. Dezember 2012.

## Nationalmannschaft
Strand lief das erste Mal im Jahr 1998 als Porsanger Spieler für die norwegische U-16 Auswahl auf. Es folgten Einberufungen in die U-17 Auswahl, ehe er als Tromsø-Spieler über 2 Jahre zu einem fixen Bestandteil der norwegischen U-21 Nationalmannschaft wurde.
Anfang 2005 wurde er erstmals von Trainer Åge Hareide für die freundschaftlichen Länderspiele gegen Kuwait, Bahrein und Jordanien in die A-Nationalmannschaft einberufen. Er kam in allen drei Spielen zum Einsatz.
Sein bisher letztes Länderspiel (Stand: 8. November 2009), absolvierte er am 20. April 2005 beim 1:2-Auswärtssieg Norwegens gegen Lettland.

## Erfolge
- 1× Cup Sieger: 1998
- 1× Meister Adeccoligaen: 2002